# Kawara-ban

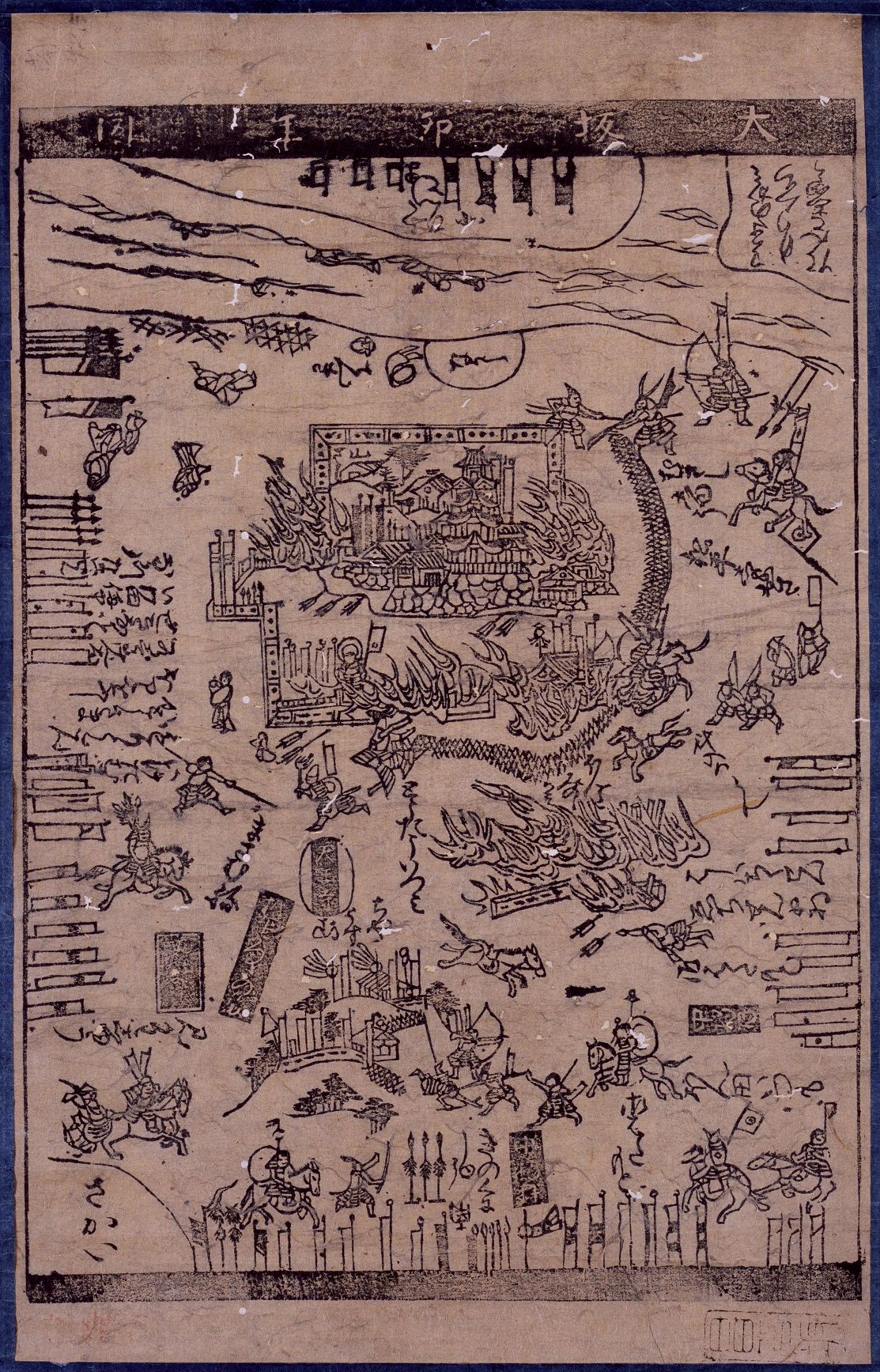
Plus ancien kawara-ban conservé de l'époque d'Edo représentant la fin du siège d'Osaka 1615.

Les kawara-ban (瓦版, littéralement « impression de tuile ») sont des prospectus essentiellement monochromes imprimés à l'encre noire sur de grandes feuilles de papier, employés au Japon de 1615 jusqu'en 1871/72.

## Histoire
Le plus ancien kawara-ban conservé remonte à l'année 1615 de l'époque d'Edo. Le nom de ce type de tract comme « kawara-ban » n'est cependant attesté avec certitude que depuis le milieu du XIXe siècle. Le mot est écrit avec le kanji 瓦 (kawara), qui signifie tuile faite d'argile. Cela peut indiquer que le premier kawara-ban est fait de plaques d'argile ; aucune plaque d'imprimerie de ce type n'a cependant jamais été trouvée. Une autre dérivation étymologique du terme renvoie à un autre sens du mot kawara, à savoir « berge de rivière » ou « lit de rivière à sec », écrit avec le kanji 河原. Les lits de rivières asséchées et les berges des rivières étaient traditionnellement les lieux où vivaient les Eta et les Hinin, les personnes des couches sociales les plus basses de la société du Japon féodal. La signification des kawara-ban doit se comprendre dans ce contexte comme « gravures pour les gens ordinaires ». Les kawara-ban sont principalement monochromes jusqu'à environ 1871/1872. Le dernier kawara-ban est imprimé vers 1871/72, après quoi ils sont remplacés par le journal illustré en couleurs Tokio Nichinichi Shinbun (東京日日新聞; (« Journal de Tokyo »),,.

## Fabrication

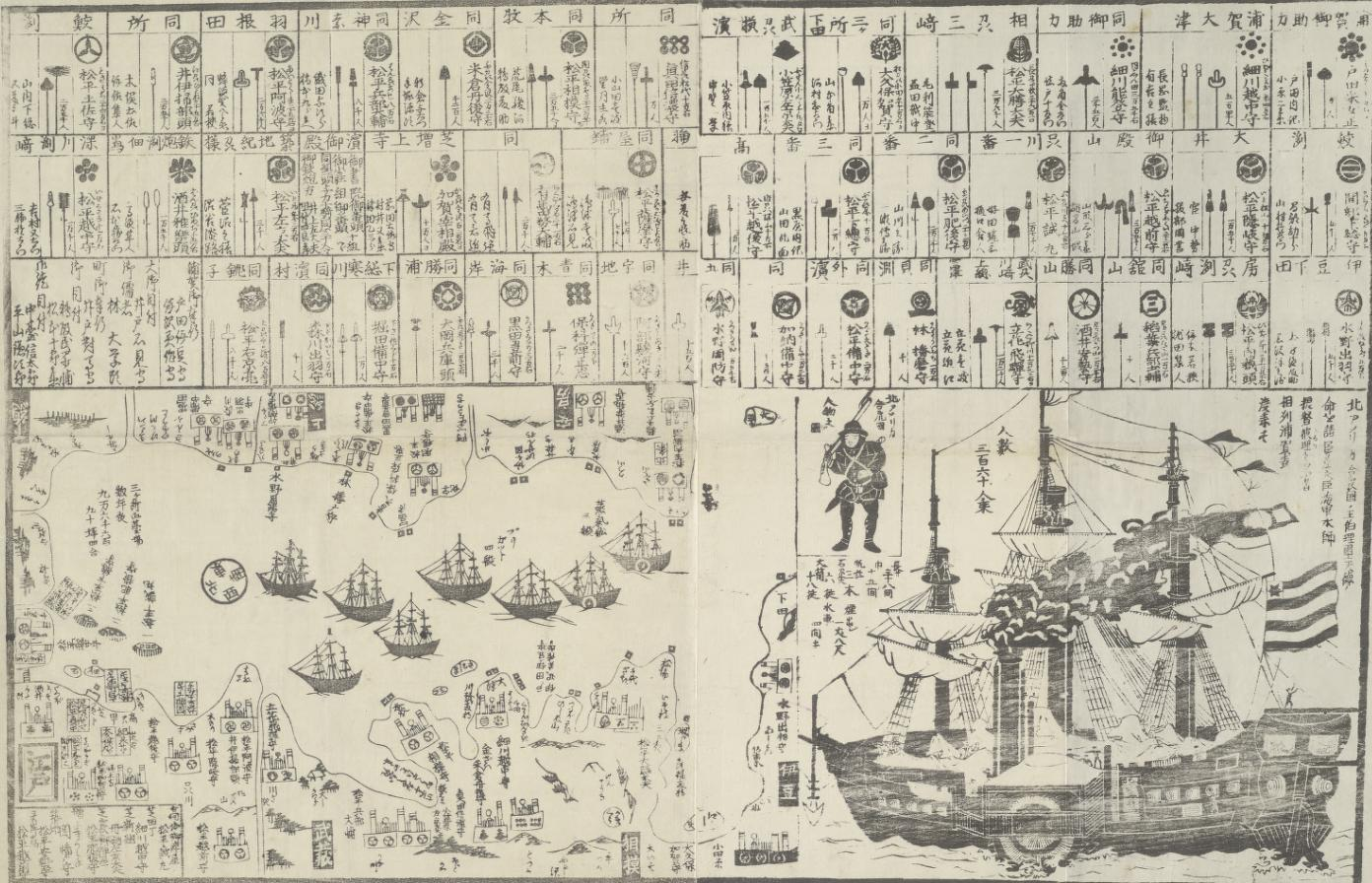
La flotte de Perry représentée sur un kawara-ban de 1854.

Les kawara-ban sont préparés comme les autres gravures sur bois : Texte et illustration sont coupés comme négatifs dans les panneaux de bois spécialement préparés dont les rendus sont ensuite imprimés sur washi. 
Les petites brochures sont imprimées avec une seule plaque mais pour une meilleure couverture il peut y en avoir plusieurs, imprimées l'une à côté de l'autre sur de grandes feuilles de papier. Occasionnellement paraissent aussi des brochures comprenant plusieurs pages. Dans la plupart des cas les tracts sont monochrome mais à l'occasion d'événements majeurs tels que le séisme d'Edo de 1855 ou l'arrivée du commodore Matthew Calbraith Perry en 1854, ils sont produits en impression multi-couleurs. Les producteurs de kawara-ban sont de petits éditeurs qui ne sont pas aussi strictement contrôlés par les services de censure. Dès qu'un incident digne d'intérêt se présente, un écrivain se voit commander un texte et des illustrations. Le résultat est envoyé chez le coupeur de plaques, puis les plaques coupées chez l'imprimeur et les feuilles terminées sont livrées aux ezōshiya (« librairies »). En parallèle, elles sont également vendues par les marchands ambulants. Le prix (environ quatre mon) est égal à la valeur d'un quart d'un repas simple, tandis que les kawara-ban plus grands et plus larges coûtent jusqu'à deux fois le repas (près de trente mon).

## Contexte
Les tracts et les kawara-ban se multiplient car ce sont les moyens les plus simples dont dispose la population qui cherche à s'informer sur les événements importants comme les catastrophes naturelles et les guerres. Initialement, l'échange d'information et de nouvelles constituent l'objectif principal des kawara-ban, plus tard cependant ce sont le divertissement et le sensationnel qui deviennent prépondérants,.
Les plus petits tirages sont en effet rapidement fabriqués, mais les informations et les images sont limitées au strict nécessaire, ce qui entraîne souvent une faible qualité. Dans le cas d'une maison en feu par exemple, il suffit d'imprimer une carte de la zone avec les noms des lieux sur laquelle la représentation miniature d'un incendie avec un court texte explicatif peut être vue au-dessus de la ville. Quand il est question de catastrophes naturelles cependant, des images plus détaillées et des textes plus étendus sont nécessaires de telle sorte que les kawara-ban sont d'un format plus grand. Un kawara-ban très connu rend compte du séisme Ansei Edo le 11 novembre 1855 (date traditionnelle : Ansei 2/10/2), dont l'épicentre est situé à Edo et qui détruit plus de 14 000 maisons et fait des milliers de victimes. 
Un autre problème auquel sont confrontés les kawara-ban est le contrôle toujours plus serré du bakufu sur le texte et le tirage des tracts et qu'ils ne sont pas produits tous les jours, de sorte qu'il est impossible de prédire quand paraît le prochain kawara-ban et ce qu'il contient. Ce n'est qu'avec l'ouverture des frontières du Japon vers 1854 que le contrôle se relâche légèrement,.